# Медаль «За вклад в развитие международного сотрудничества» (Казахстан)
Медаль «За вклад в развитие международного сотрудничества» (каз. «Халықаралық ынтымақтастықты дамытуға қосқан үлесі үшін») — ведомственная награда Министерства обороны и Службы государственной охраны Республики Казахстан.

## История
7 мая 2002 года на основании Указа Президента Республики Казахстан за № 14 с целью повышения престижа службы в Вооружённых Силах Республики Казахстан была учреждена медаль «За укрепление боевого содружества» (каз. «Халықаралық әскери достастықты дамытқаны үшін»).
30 сентября 2011 года с целью систематизации многочисленных ведомственных наград и приведения их к единым стандартам своим указом за № 155 Президент Республики Казахстан переименовал медаль «За укрепление боевого содружества» в медаль «За вклад в развитие международного сотрудничества», а также приведя её к ведомству как Министерства обороны Казахстана, так и Службы охраны Президента Казахстана, которое в 2014 году было преобразовано в Службу государственной охраны.

## Положение о медали
Медалью награждаются военнослужащие Вооруженных Сил, других войск и воинских формирований, сотрудники специальных государственных органов, а также другие лица и граждане других государств за заслуги в развитии международного сотрудничества по укреплению добрососедских отношений в области защиты прав и свобод человека с зарубежными органами, выполняющими аналогичные функции.

## Описание медали

### до 2011
Медаль изготавливается из латуни и имеет форму круга диаметром 34 мм.
На лицевой стороне медали в центре помещено изображение перекрещённых щита с саблей, луком, колчаном со стрелами и длинным копьем, украшенным кистью из конских волос, ниже — символ, обозначающий рукопожатие. По верхнему внутреннему краю ободка расположена надпись «Халықаралық әскери дастасықты дамытқаны үшін».
На оборотной стороне медали по центру расположена надпись «Қазақстан Республикасының Қарулы Күштерi», ниже — символ Вооружённых сил Республики Казахстан: пятиконечная звезда с гладкими двугранными лучами, солнце и парящий орел.
Все изображения, надписи на медали выпуклые, золотистого цвета. Края медали окаймлены бортиком.
Медаль с помощью ушка и кольца соединяется с колодкой шестиугольной формы шириной 34 мм и высотой 50 мм, обтянутой шёлковой муаровой лентой цвета Государственного флага Республики Казахстан. На неё слева направо нанесены три полоски белого, жёлтого и зелёного цветов шириной по 4 мм. Расстояние между полосками — 2 мм.
Медаль с помощью булавки крепится к одежде.

### с 2011
Медаль изготавливается из латуни и имеет форму круга диаметром 34 мм. Фон медали мелкозернистое матирование.
На лицевой стороне медали в центре помещено изображение щита с перекрещенными саблей, луком, колчаном со стрелами и длинным копьем, украшенным кистью из конских волос, ниже — символ, обозначающий рукопожатие.
По верхнему внутреннему краю медали расположена надпись «ХАЛЫҚАРАЛЫҚ ЫНТЫМАҚТАСТЫҚТЫ ДАМЫТУҒА ҚОСҚАН ҮЛЕСІ ҮШІН» (За вклад в развитие международного сотрудничества).
На оборотной стороне медали по центру расположена надпись «ҚАЗАҚСТАН РЕСПУБЛИКАСЫ МЕМЛЕКЕТТІК КҮЗЕТ ҚЫЗМЕТІ» (Служба государственной охраны Республики Казахстан), ниже — пятиконечная звезда с гладкими двугранными лучами, солнце и парящий орел.
Все изображения и надписи на медали выпуклые, блестящего золотистого цвета. Края медали окаймлены бортиком.
Медаль с помощью ушка и кольца соединяется с шестиугольной колодкой шириной 32 мм и высотой 50 мм, обтянутой шелковой муаровой лентой цвета Государственного Флага Республики Казахстан. На ленту слева направо нанесены три полоски белого, желтого и зеленого цветов шириной по 4 мм. Расстояние между полосками 2 мм.
Медаль при помощи булавки с визорным замком крепится к одежде.
Медаль изготавливается на Казахстанском монетном дворе в г. Усть-Каменогорске.